# ريكول مالاخبيكوف
ريكول مالاخبيكوف (الروسية: Малахбеков, Раимкуль Худойназарович) (مواليد 16 أغسطس 1974) هو ملاكم روسي، مثّل بلاده في الألعاب الأولمبية الصيفية في دورتي 1996 و2000.

## روابط خارجية
ريكول مالاخبيكوف على موقع أوليمبيديا (الإنجليزية)